# Nero (antropologia)
Nero è un termine dalla connotazione razziale usato per indicare una persona dal colore della pelle scuro.

## Descrizione
Gli antropologi contemporanei e altri scienziati, pur riconoscendo la realtà della variazione biologica tra diverse popolazioni umane, considerano il concetto di "razza nera" unificata e distinguibile un costrutto sociale. Diverse società applicano criteri diversi riguardo a chi è classificato come "nero", i quali hanno sono anche cambiati nel tempo. In diversi paesi, le variabili sociali influenzano la classificazione tanto quanto il colore della pelle e i criteri sociali per la "nerezza" variano. Alcuni percepiscono il termine "nero" come un'etichetta dispregiativa, obsoleta, riduttiva e/o non rappresentativa e, di conseguenza, non lo usano né lo definiscono, specialmente nei paesi africani con poca o nessuna storia di segregazione razziale coloniale.